# Colette

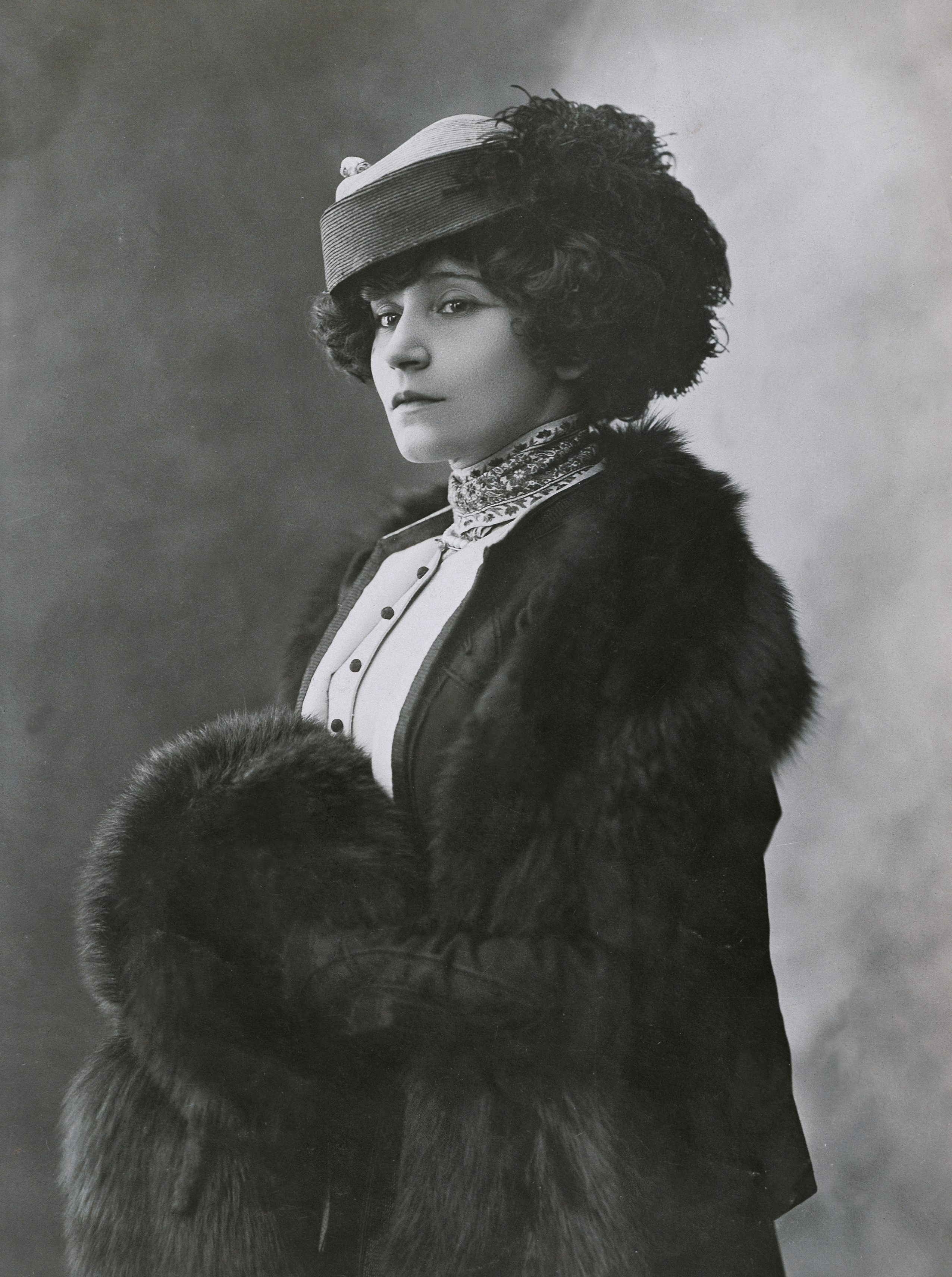
Colette, Photographie von Henri Manuel (ca. 1910)

Colette (eigentlich Sidonie-Gabrielle Claudine Colette [sidɔni ɡabʁijɛl kɔlɛt]; * 28. Januar 1873 in Saint-Sauveur-en-Puisaye, Département Yonne (Burgund); † 3. August 1954 in Paris) war eine französische Schriftstellerin, Varietékünstlerin und Journalistin. Sie wurde nach Sarah Bernhardt (gest. 26. März 1923) als weitere Frau in Frankreich mit einem Staatsbegräbnis geehrt.

## Leben und Schaffen

### Jugend und erste Ehe
Sidonie-Gabrielle Claudine Colette wuchs als jüngstes von vier Halbgeschwistern und Geschwistern in Burgund auf, wo ihr Vater, ein wegen Kriegsverletzung ausgemusterter Offizier, Steuereinnehmer war. Anders als die drei älteren Geschwister besuchte sie keine weiterführende Schule, wurde jedoch von ihrem literarisch interessierten Vater sowie vor allem von der klugen, verständnisvollen Mutter gefördert, mit der sie bis zu deren Tod in engem Briefkontakt blieb.

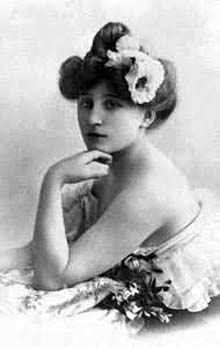
Colette in einer frühen Photographie, um 1890

Bei einer Reise nach Paris lernte sie 1889 den 30-jährigen Henry Gauthier-Villars kennen, der sich dort schon einen gewissen Namen als Literat und Lebemann gemacht hatte. 1893 heiratete sie ihn und wurde von ihm, der rasch ihr Schreibtalent erkannte, angelernt und ausgenutzt. Unter seinem Pseudonym Willy verfasste Colette ab 1896 eine Reihe von zunehmend erfolgreichen Romanen, die in der Ich-Erzählhaltung mit vielen autobiografischen Elementen die Geschichte einer jungen Frau erzählen: Claudine à l’École, Claudine à Paris, Claudine en Ménage und Claudine s’en va (1900 bis 1903 erschienen; in der deutschen Übersetzung heute verlegt als Claudine erwacht, Claudine in Paris, Claudine in der Ehe und Claudine geht). Bald nach ihrem vorerst letzten Claudine-Roman (1903) ließ sich Colette von ihrem untreuen Ehemann scheiden, der sich allerdings die Autorenrechte an den Claudine-Romanen sicherte. 1907 veröffentlichte Colette La Retraite sentimentale (dt. Claudine findet zu sich selbst), eine Fortsetzung der Reihe, die sie 1922 mit La Maison de Claudine (dt. Mein Elternhaus, später Claudines Mädchenjahre) schließlich auch in die burgundische Kindheit ihrer Heldin verlängerte.

### Varietékarriere und neue Freundschaften

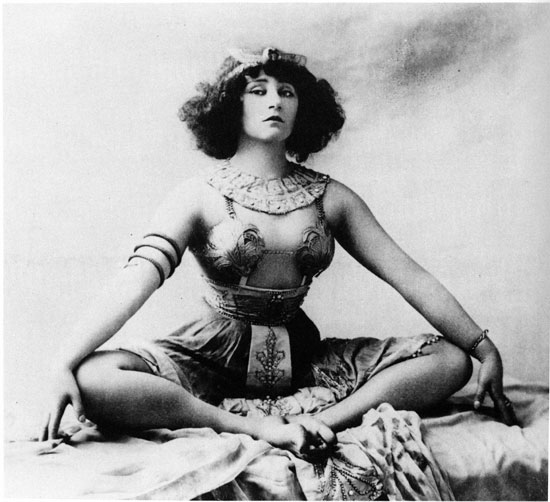
Colette in Rêve d’Égypte (1907; Photo von Léopold-Émile Reutlinger)

Nach der Scheidung lebte Colette eine Zeitlang bei Natalie Clifford Barney. Sie unterhielten eine kurze Liebesbeziehung und blieben auch danach bis zu Colettes Tod befreundet. In dieser Zeit nahm Colette Unterricht beim Pantomimen Georges Wague und gastierte von 1906 an während sechs Jahren mit Mimodramen auf Varietébühnen in Paris und der französischen Provinz. Hierbei trat sie öfters mit der zehn Jahre älteren Mathilde („Missy“) auf, der unkonventionell lebenden Tochter Charles de Mornys, des Halbbruders von Napoléon III., mit der sie (bis etwa 1912) eine Liebesbeziehung verband. Als die beiden Frauen einander 1907 in einer Pantomime mit dem Titel Rêve d’Égypte (Ägyptischer Traum) im Moulin Rouge auf der Bühne küssten, kam es zum Tumult, zu dessen Beilegung die Polizei gerufen wurde. Infolge des Skandals wurden weitere Aufführungen der Pantomime verboten.

### Anerkennung als Autorin, zweite Heirat
1909 begann Colette La Vagabonde (Die Vagabundin), einen autobiografischen Roman, in dem sie in der Ich-Form die Existenz einer enttäuschten und geschiedenen Ehefrau, Varietékünstlerin und Angebeteten eines reichen Erben darstellt (ihr eigenes kurzes Verhältnis mit Auguste-Olympe Hériot, der 1910 eine Italienreise mit ihr unternahm, lag zeitlich jedoch offenbar erst nach der Fertigstellung des Romans). La Vagabonde, der zunächst im Feuilleton einer Zeitschrift erschien, kam 1910 in die engere Wahl für den renommierten Prix Goncourt und bedeutete die Anerkennung Colettes als Schriftstellerin.
Auch als Journalistin war sie nun gefragt und erhielt eine eigene Rubrik im Feuilleton der Pariser Tageszeitung Le Matin. Ab 1911 lebte sie zusammen mit dem Chefredakteur des Blattes, dem ebenfalls geschiedenen Baron Henry de Jouvenel des Ursins (geb. 1876, gest. 1935), den sie Ende 1912 heiratete. Kurz zuvor war ihre Mutter gestorben, wonach ihr Halbbruder ihre rund 2000 Briefe an die Mutter verbrannte.
Im Jahr 1913 verarbeitete Colette nochmals ihr früheres Leben im Variété zu einem autobiografischen Roman, L’Envers du music-hall (Die Kehrseite des Variétés; auf Deutsch zunächst unter dem Titel Komödianten erschienen, den die Autorin jedoch ablehnte).
Der Ausbruch des Ersten Weltkriegs im August 1914 bedeutete auch für Colette einen tiefen Einschnitt: Jouvenel wurde zum Militär eingezogen, musste aber nicht in den Fronteinsatz, sondern bekleidete Posten im Umfeld der Regierung. Sie selbst betätigte sich, nachdem sie ihre 1913 geborene Tochter mit einer Gouvernante auf ein Landgut der Jouvenels, Castel-Novel in Varetz bei Brive-la-Gaillarde, geschickt hatte, als Krankenschwester, zunächst in Paris, dann in einem Lazarett bei Verdun. 1915 bereiste sie das mit Frankreich gegen Deutschland-Österreich verbündete Italien als Reporterin für die Zeitung Le Matin, für die sie auch in den folgenden Jahren weiterhin schrieb. Anfang 1917 begleitete sie Jouvenel nach Rom, der dort auf einer Konferenz Frankreich vertrat. Hier wurde in ihrem Beisein und nach einem von ihr verfassten Drehbuch La Vagabonde verfilmt.
Zurück in Paris begann sie einen neuen Roman, Mitsou, ou Comment l’esprit vient aux filles (etwa „Mitsou, oder Wie den jungen Mädchen ein Licht aufgeht“), der 1919 erschien. Im selben Jahr wurde sie Leiterin des literarischen Feuilletons von Le Matin. 1919/20 verfasste sie ihren bekanntesten Roman, Chéri, die Geschichte einer letztlich unmöglichen Liebe zwischen einem jungen Mann und einer älteren Frau. Die Idee zu diesem Buch war ihr schon 1912 gekommen, doch lag ihr das Thema jetzt besonders nahe, denn sie hatte gerade selbst ein Verhältnis mit ihrem Stiefsohn, Bertrand de Jouvenel (geb. 1903), begonnen. Chéri wurde 1921 von ihr und einem Koautor zu einem Theaterstück verarbeitet, in dem sie bei der 100. Aufführung, aber auch später noch gelegentlich selbst die Rolle der weiblichen Hauptfigur spielte.
Inzwischen hatte ihr Mann in der Politik Karriere gemacht, und auch Colette gelangte zu gesellschaftlichen Ehren: 1920 wurde sie zum Ritter der Ehrenlegion ernannt und 1928 bzw. 1936 zu deren Offizier und Kommandeur befördert. Ihre Ehe ging unterdessen zu Bruch, auch Jouvenel erwies sich als untreu und verließ Colette 1923. Dennoch verbrachte Colette weiterhin viel Zeit auf Castel-Novel, wo noch einige ihrer späteren Werke entstanden.
Im Jahr 1922 begann Le Matin in seinem Feuilleton Colettes Roman Le Blé en herbe (Unreifes Getreide; auf Deutsch später unter dem Titel Erwachende Herzen erschienen) abzudrucken, der um das Thema der sexuellen Initiation eines Jugendlichen durch eine ältere Frau kreist. Der Abdruck wurde wegen entrüsteter Reaktionen aus der Leserschaft abgebrochen. Bei der Publikation des Werkes in Buchform 1923 benutzte Colette erstmals allein ihren Mädchennamen Colette (ohne weitere Vor- oder Zunamen) als Autorennamen.

### Die späteren Jahre

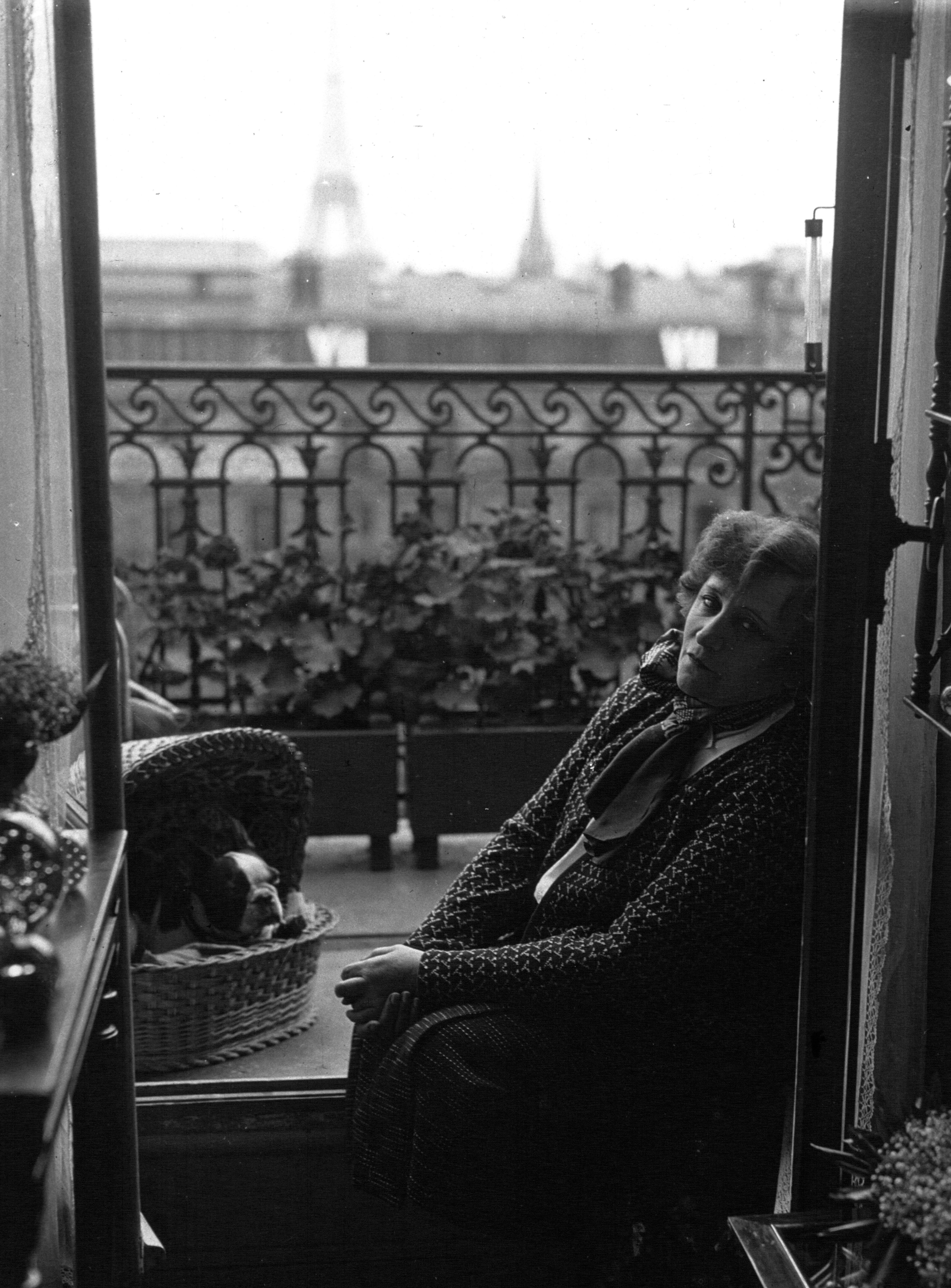
Colette in ihrer Pariser Wohnung an den Champs Élysées, 1932

Nach dem Ende der Beziehung zu ihrem Stiefsohn lernte sie 1925 den ebenfalls deutlich jüngeren Perlenhändler Maurice Goudeket (geb. 1889, gest. 1977) kennen, mit dem sie zunächst einige Reisen unternahm, ehe sie 1935 heirateten. Ab Anfang der 1930er Jahre hatte sie einen wenig einträglichen Schönheitssalon. Ab 1939 litt sie unter einer Hüftgelenksarthrose, die sie zunehmend an ihre Wohnung fesselte. Ein 1941 gedruckter autobiografischer Text hieß entsprechend De ma fenêtre (Paris durch mein Fenster). Um finanziell über die Runden zu kommen, nahm sie ihre journalistische Arbeit wieder auf. Insgesamt hat Colette 1260 Artikel verfasst.
Ihre Aufgabe als Herausgeberin einer Buchreihe beim Verlag Ferenczi musste sie beenden, als dieser „arisiert“ und zum Propagandaverlag Éditions du livre moderne umgewandelt wurde. Ihr als Feuilletonroman herausgebrachter Roman Julie de Carneilhan erschien im rechtsextremen Gringoire, in dem, neben Rechtsextremisten wie Philippe Henriot aber auch beispielsweise der sonst unbescholtene Blaise Cendrars Artikel veröffentlichte. Während der deutschen Besetzung Frankreichs und der antisemitischen Aktionen des Vichy-Regimes gelang es ihr, die Freilassung ihres jüdischen Ehemannes, der sich ab dem 12. Dezember 1941 im KZ Royallieu befand, zu erwirken und ihm beim Untertauchen zu helfen. Sie stand als Autorin auch Personen und Zeitschriften der faschistischen Kollaboration wie Robert Brasillach und Pierre Drieu la Rochelle nahe oder schrieb als Mitautorin an einem Sammelband, zu dem auch der stark verstrickte Paul Morand beitrug, oder für die faschistische Zeitschrift La Gerbe. Ihre Beiträge behielten jedoch stets einen unpolitischen Ton bei und behandelten unverfängliche Themen wie Kochen und Mode.

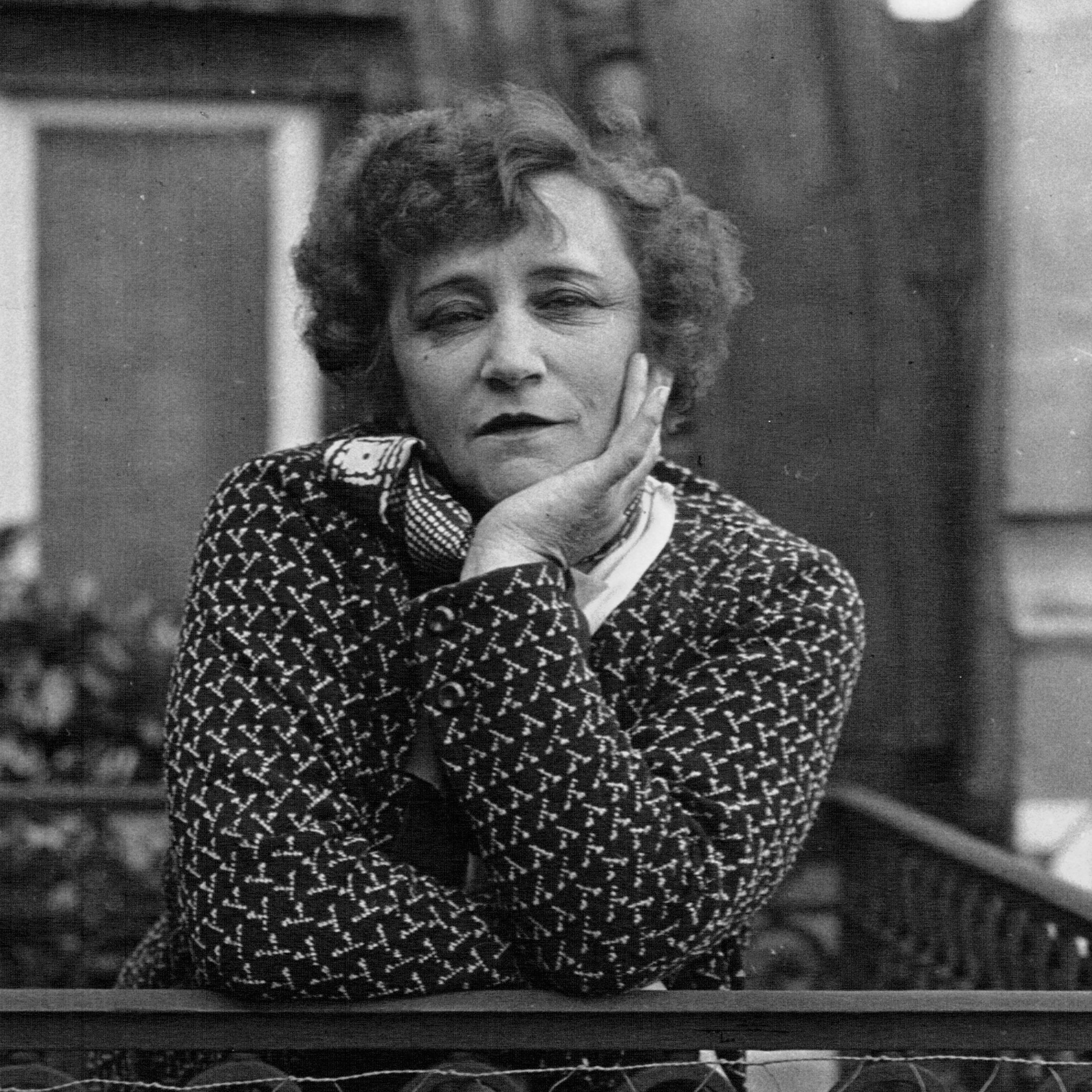
Colette im Jahre 1932

Im Jahr 1942 erzielte Colette einen ihrer größten Erfolge mit dem kurzen Feuilletonroman Gigi, der 1944 in Buchform erschien. Der Roman handelt von der vorteilhaften Heirat eines hübschen Mädchens mit einem älteren Mann und versetzte die Autorin und ihre Leser aus dem Zweiten Weltkrieg zurück in bessere Zeiten, die Belle Époque um 1900. Er diente als Vorlage für den gleichnamigen Hollywood-Musicalfilm Gigi (1958), der neun Oscars gewann. Eine Bühnenfassung des Musicals feierte 1973 Premiere am Broadway.
Allmählich wurde Colette zur wohlhabenden großen alten Dame der französischen Literatur des 20. Jahrhunderts. Sie schrieb und publizierte, wurde gelesen und verfilmt, hielt Vorträge und reiste, geehrt wie kaum eine andere Schriftstellerin vor ihr. So wurde sie am 2. Mai 1945 im fünften Anlauf (nach den Misserfolgen in den Jahren 1924, 1926, 1929, 1937) als zweite Frau nach Judith Gautier und als Ersatz von Jean de la Varende eines der zehn Mitglieder der Académie Goncourt. Ihre Wahl erfolgte einstimmig, galt sie doch als vergleichsweise unbelastet. Für ihren Vertrauten Sacha Guitry hatte sie sich nicht eingesetzt. Der geistigen Kollaboration gab sie mit ihrem Namen einen Schein von Respektabilität. Eine Petition von Jean Cocteau zugunsten von Brasillach unterschrieb sie.
Im Jahr 1949 wurde sie Vorsitzende der Académie Goncourt. Dagegen konnte sich die Académie française nicht zu ihrer Aufnahme entschließen. Von 1948 bis 1950 erschien in 15 Bänden eine von Goudeket betreute Gesamtausgabe ihrer Werke. Colettes 80. Geburtstag im Jahr 1953 wurde als nationales Ereignis gefeiert, und als sie 1954 starb, wurde ihr ein glanzvolles Staatsbegräbnis zuteil.

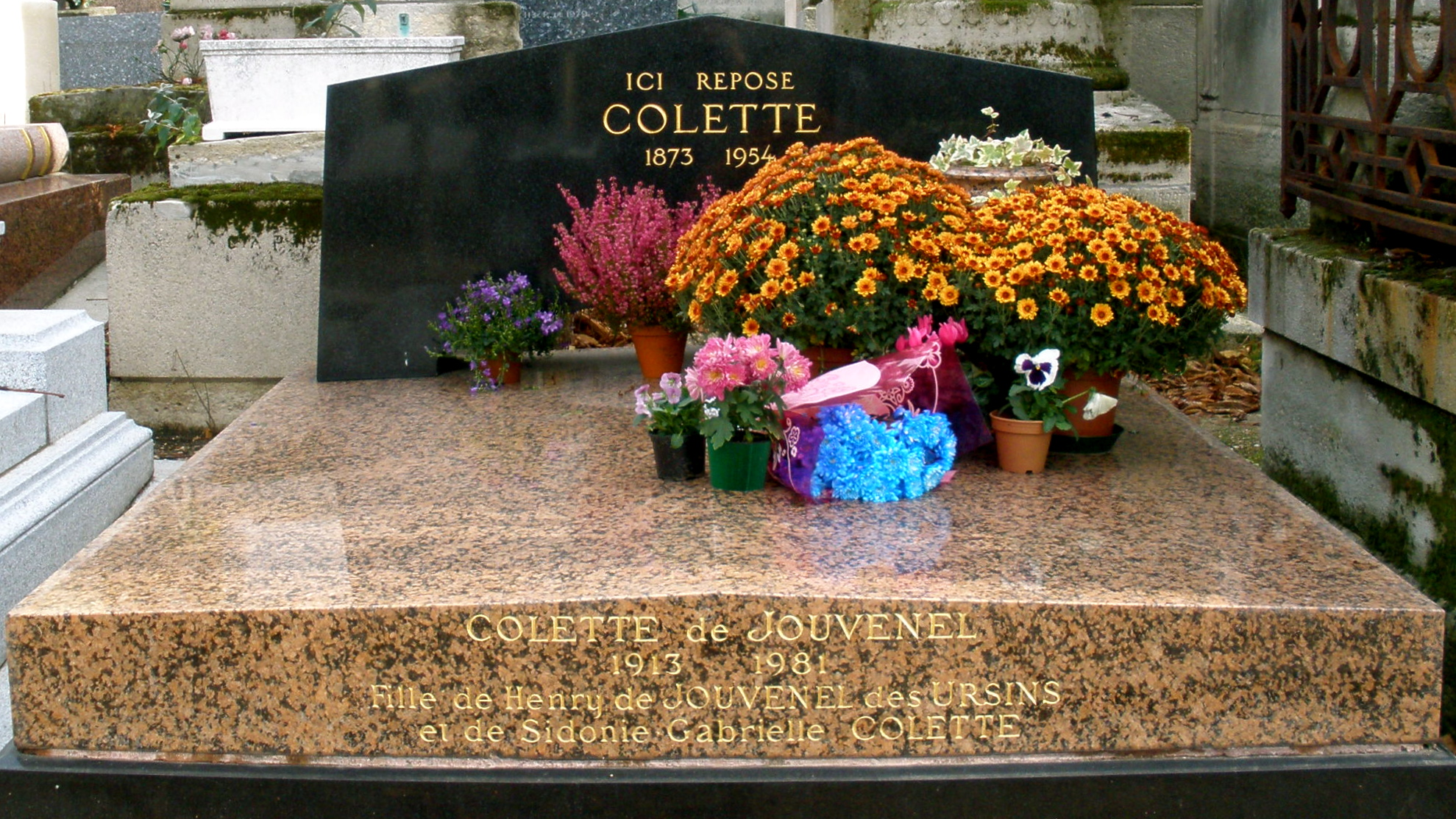
Colettes Grab auf dem Pariser Friedhof Père-Lachaise

### Resümee
In ihren Romanen verstand es Colette vor allem, Frauenschicksale psychologisch einfühlsam und lebensnah zu beschreiben. Ihr unkonventioneller Lebensstil schlug sich in ihren Werken nieder, insbesondere darin, dass sie sich darin kritisch mit der Ehe auseinandersetzte und die Sexualität der Frau nicht tabuisierte. Mit Le Pur et l’Impur von 1932 (deutsch Diese Freuden) wollte Colette zu Marcel Prousts Sodome et Gomorrhe (1924) ein Pendant aus der Sicht weiblicher Erfahrung schaffen.
In zwei Romanen, La maison de Claudine (1922) und Sido (1929), setzte sie ihrer eigenwilligen naturliebenden Mutter ein Denkmal.
Obwohl von vielen Lesern und auch Autorenkollegen hochgeschätzt, wurde sie von der universitären Literaturkritik lange Zeit unterschätzt. 1953 wurde sie Grand Officier der Ehrenlegion sowie als auswärtiges Ehrenmitglied in die American Academy of Arts and Letters gewählt.

## Werke (in Auswahl)

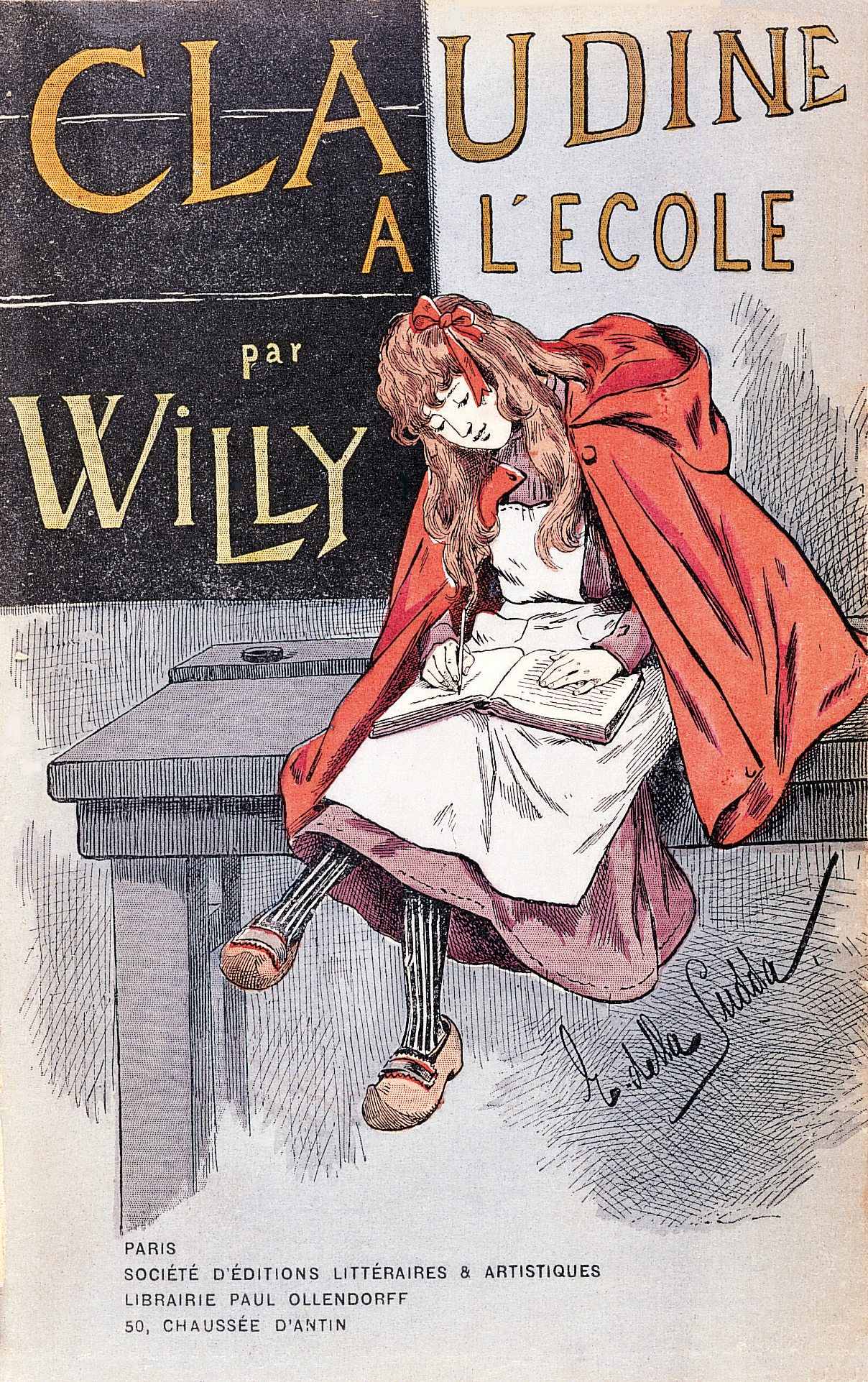
Titelbild der Erstausgabe von Claudine à l'École, 1900

- Claudine à l’École, Roman, 1900 (dt. Claudine erwacht, in: Claudine, übersetzt von Lida Winiewicz, Zsolnay, Wien 1957)
- Claudine à Paris, Roman, 1901 (dt. Claudine in Paris, in: Claudine, übersetzt von Lida Winiewicz, Zsolnay, Wien 1957)
- Claudine en Ménage, Roman, 1902 (dt. zunächst als Claudine’s Ehe, übersetzt von Georg Nördlinger, G. Grimm, Budapest 1902; dann als Renauds Weib. Ein Ehe-Roman, übersetzt von Nina Carolus, Wendt & Co., Dresden 1927; später als Claudine in der Ehe, in: Claudine, übersetzt von Lida Winiewicz, Zsolnay, Wien 1957)
- Claudine s’en va, Roman, 1903 (dt. zunächst als Claudine geht. Annie's Tagebuch, übersetzt von Georg Nördlinger, G. Grimm, Budapest 1903; später als: Claudine geht, in: Claudine, übersetzt von Lida Winiewicz, Zsolnay, Wien 1957)
- Sept dialogues de bêtes (später Dialogues de bêtes), 1904 (dt. als Sieben Tierdialoge, übersetzt von Emmi Hirschberg, G. Kiepenheuer, Potsdam 1928)
- La Retraite sentimentale, Roman, 1907 (dt. zunächst als Claudines Retraite sentimentale, übersetzt von Erika Danneberg, Zsolnay, Wien 1958; später als Claudine findet zu sich selbst, Rowohlt, Reinbek 1961)
- Les Vrilles de la vigne, Novellensammlung, 1908
- L’Ingénue libertine, Roman, 1909 (dt. Geträumte Sünden, übersetzt von Hans B. Wagenseil, Transmare, Berlin–Düsseldorf 1949)
- La Vagabonde, Roman, 1910 (nominiert für den Prix Goncourt; dt. zunächst als Renée Néré. Das Schicksal einer Frau, übersetzt von Rosa Breuer-Lucka, Zsolnay, Wien 1927;[4] später als La Vagabonde, übersetzt von Ferdinand Hardekopf, Büchergilde Gutenberg, Zürich 1954 sowie von Grit Zoller, dtv, München 1987)
- L’Entrave, Roman, 1913 (dt. Die Fessel, übersetzt von Erna Redtenbacher, Zsolnay, Wien 1928[4])
- L’Envers du music-hall, autobiographischer Roman, 1913 (dt. Komödianten. Meine Gefährten und ich, übersetzt von Erna Redtenbacher, Zsolnay, Berlin–Wien–Leipzig 1931[4], später als Wir Komödianten vom Variété. Meine Gefährten und ich, ebd., 1952)
- La Paix chez les bêtes, Roman, 1916 (dt. Friede bei den Tieren, übersetzt von Erna Redtenbacher u. Helene M. Reiff, Zsolnay, Berlin–Wien–Leipzig 1931[4])
- Mitsou ou Comment l’esprit vient aux filles, Roman, 1919 (dt. Mitsou, übersetzt von Erna Redtenbacher, Zsolnay, Wien 1927[4], Auszug in Die großen Meister. Europäische Erzähler des 20. Jahrhunderts, Bd. 2. Hg. Rolf Hochhuth. Bertelsmann Lesering o. J. (1966), S. 91 – 141; neu übersetzt von Alexandra Auer, Fischer TB, Frankfurt am Main 2000)
- Chéri, Roman, 1920 (dt. Chéri, übersetzt von Hans Jacob, C. Weller & Co., Leipzig 1927; neu übersetzt von Roseli und Saskia Bontjes van Beek, Zsolnay, Wien 1997)
- La Maison de Claudine (1922; dt. zunächst als Mein Elternhaus, übersetzt von Erna Redtenbacher, Zsolnay, Berlin–Wien–Leipzig 1929[4], später unter dem Titel Claudines Mädchenjahre, Zsolnay, Wien, 1960). Neuübersetzung: Claudines Elternhaus. Roman. Übersetzt und mit einem Nachwort von Elisabeth Edl. Zsolnay Verlag, Wien 2025, ISBN 978-3-552-07501-6.
- Le Blé en herbe, Roman, 1923 (dt. zunächst als Phil und Vinca, übersetzt von Lissy Radermacher, G. Kiepenheuer, Potsdam 1927; später als Erwachende Herzen, übersetzt von Stefanie Neumann, Zsolnay, Wien 1952)

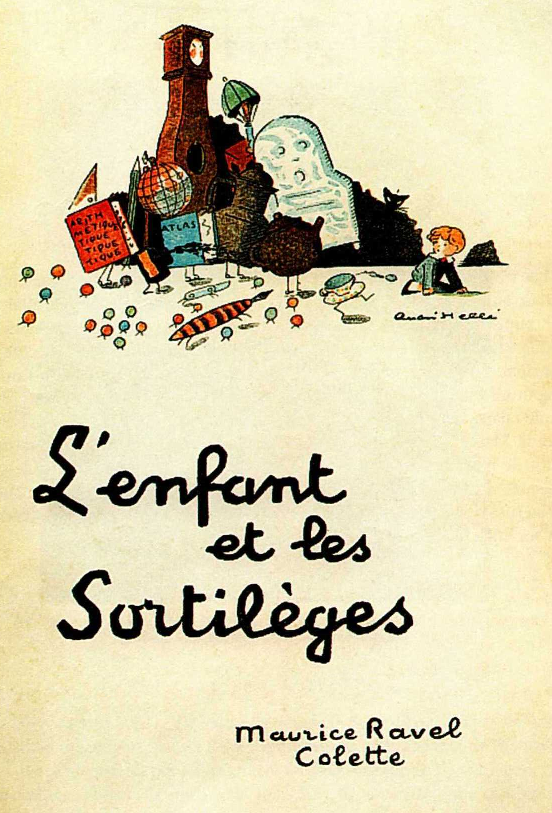
Titelblatt des Klavierauszugs von L’enfant et les sortilèges mit einer Illustration von André Hellé (1925)

- Titelblatt des Klavierauszugs von L’enfant et les sortilèges mit einer Illustration von André Hellé (1925) L’enfant et les sortilèges, „fantaisie lyrique“ (Musik: Maurice Ravel. UA: 21. März 1925, Opéra de Monte-Carlo)
- La Fin de Chéri, Roman, 1926 (dt. Chéri’s Ende, übersetzt von Hans Jacob und Paul Neff, Berlin–Leipzig 1927; neu übersetzt von Roseli und Saskia Bontjes van Beek, Zsolnay, Wien 1997)
- La Naissance du jour, Roman, 1928 (dt. zunächst als Tagesanbruch, übersetzt von Erna Redtenbacher und Helene M. Reiff, Zsolnay, Berlin–Wien–Leipzig 1928[4]; später als Die Freuden des Lebens, Zsolnay, Wien 1961)
- La Seconde, Roman, 1929 (dt. Die Andere, übersetzt von Erna Redtenbacher, Zsolnay, Berlin–Wien–Leipzig 1930[4])
- Sido, Roman, 1930 (dt. Sido, übersetzt von Doris Brehm, Zsolnay, Wien 1961; neu übersetzt von Uli Aumüller, Rowohlt, Reinbek bei Hamburg 1982)
- Le Pur et l’Impur (zunächst erschienen als Ces plaisirs…), 1932 (dt. Diese Freuden, übersetzt von Maria Dessauer, Suhrkamp, Frankfurt am Main 1983, ISBN 3-518-01717-9)
- La Chatte, Roman, 1933, (dt. zunächst als Die Katze, übersetzt von Elisabeth Seeger, mit Zeichnungen von Grete Mikeska-Schmied, Zeitbild-Verlag / Volckmar, Leipzig/Wien 1936; später als Eifersucht, übersetzt von Emi Ehm, Zsolnay, Wien 1959; unter demselben Titel neu übersetzt von Elisabeth Roth, Zsolnay, Wien und Deutsche Buchgemeinschaft, Berlin 1986)
- Duo, Roman, 1934 (dt. Duett, übersetzt von Gertrud von Helmstatt und Gisela Bonn, Weller, Konstanz 1948; neu übersetzt von Lida Winiewicz, Zsolnay, Wien 1959)
- Le Toutounier, Roman (Fortsetzung von Duo), 1939
- Chambre d’hôtel und La Lune de pluie, zwei Novellen, 1941
- Julie de Carneilhan, Roman, 1941 (dt. Julie de Carneilhan, übersetzt von Ursula Seyffarth, Drei-Säulen-Verlag, Bad Wörishofen 1951; als Die erste Madame d'Espivant, Zsolnay, Wien 1960)
- Journal à rebours, 1941
- De ma fenêtre, Autobiographie, 1942 (auch als Paris, de ma fenêtre, 1944; dt. Paris durch mein Fenster, übersetzt von Gritta Baerlocher, mit Illustrationen von J.-M. Moll, Pan-Verlag, Zürich 1946)
- Le Képi, Roman, 1943
- Nudité, mit zwanzig Zeichnungen von Carlègle, 1943
- Gigi, Roman, 1944 (dt. Gigi, übersetzt von Stefanie Neumann, Zsolnay, Wien 1953)
- Trois… six… neuf, 1944 (dt. Drei… sechs… neun, übersetzt von Noa Elisabeth Kiepenheuer, Kiepenheuer, Weimar 1950)
- L’Étoile Vesper, Roman, 1947
- Le Fanal bleu, Roman, 1949
- Paradis terrestre, Roman, 1953

Postum erschienen:
- Belles Saisons, Flammarion, Paris 1955
- Paysages et Portraits, Flammarion, Paris 1958
- Histoires pour Bel-Gazou, Novellen (mit Illustrationen Alain Millerand), Hachette, Paris 1992
- Claude Pichois (Hrsg.): Œuvres, drei Bände, Gallimard (Bibliothèque de la Pléiade), Paris 2003 f., ISBN 2-07-011079-6.

## Verfilmungen (Auswahl)
- 1915: Minne – Regie: André Hugon
- 1918: La Vagabonda, italienischer Stummfilm
- 1948: Gigi – Regie: Jacqueline Audry
- 1950: Die naive Sünderin (Minne, l’ingénue libertine) – Regie: Jacqueline Audry
- 1950: Chéri – Regie: Pierre Billon
- 1953: Liebe ist stärker (Viaggio in Italia) – Regie: Roberto Rossellini
- 1954: Erwachende Herzen (Le Blé en herbe) – Regie: Claude Autant-Lara
- 1956: Mitsou und die Männer (Mitsou) – Regie: Jacqueline Audry
- 1958: Gigi, US-amerikanischer Musicalfilm – Regie: Vincente Minnelli
- 1977: Claudine in der Schule (Claudine à l’école) – Regie: Édouard Molinaro
- 1977: Claudine geht (Claudine s’en va) – Regie: Edouard Molinaro
- 1977: Claudines Eheleben (Claudine en menage) – Regie: Edouard Molinaro
- 1977: Claudine in Paris (Claudine à Paris) – Regie: Edouard Molinaro
- 1989: Erwachende Herzen (Le Blé en herbe) – Regie: Serge Meynard
- 1992: Bella Vista – Regie: Alfredo Arias
- 2009: Chéri. Eine Komödie der Eitelkeiten (Chéri) – Regie: Stephen Frears

## Filmbiografien
- 1991: Colette (Becoming Colette) – Regie: Danny Huston
- 2003: Colette (Filmbiografie) – Regie: Nadine Trintignant
- 2018: Colette – Die Aufständische (Colette – L'Insoumise) – Regie: Cécile Denjean
- 2018: Colette – Regie: Wash Westmoreland

## Hörbücher und Hörspiele
- 1948: Animalisches Duett – Regie: Hanns Korngiebel (Kurzhörspiel – RIAS Berlin)
- 2006: Chéri, gelesen von Hannelore Elsner, Random House Audio, ISBN 978-3-86604-181-3.